# Have You Never Been Mellow
Have You Never Been Mellow — пятый студийный альбом австралийской певицы Оливии Ньютон-Джон, выпущенный 12 февраля 1975 года на лейблах EMI и MCA Records.
Как заглавный сингл, так и альбом поднялись на вершину соответствующих чартов США (Billboard Hot 100 и Billboard 200). Второй сингл «Please Mr. Please» вошёл в первую пятёрку трёх чартов Billboard: Hot 100, Adult Contemporary и Country, а также возглавил чарты Канады. Ньютон-Джон получила номинацию на премию «Грэмми» за лучшее женское поп-вокальное исполнение за работу над песней «Have You Never Been Mellow», но уступила Дженис Йен с песней «At Seventeen». Альбом был сертифицирован золотым в США.

## Список композиций
| №  | Название                           | Автор(ы)       | Длительность |
| -- | ---------------------------------- | -------------- | ------------ |
| 1. | «Have You Never Been Mellow»       | Джон Фаррар    | 3:33         |
| 2. | «Loving Arms»                      | Том Джэнс      | 2:56         |
| 3. | «Lifestream»                       | Рики Нельсон   | 2:38         |
| 4. | «Goodbye Again»                    | Джон Денвер    | 3:59         |
| 5. | «Water Under the Bridge»           | Петрина Лордан | 3:05         |
| 6. | «I Never Did Sing You a Love Song» | Дэвид Ничтерн  | 2:47         |

| №  | Название                       | Автор(ы)                      | Длительность |
| -- | ------------------------------ | ----------------------------- | ------------ |
| 1. | «It’s So Easy»                 | Хэнк Марвин, Джон Фаррар      | 3:10         |
| 2. | «The Air That I Breathe»       | Альберт Хаммонд, Майк Хазлвуд | 3:52         |
| 3. | «Follow Me»                    | Джон Денвер                   | 3:03         |
| 4. | «And in the Morning»           | Грим Холл                     | 4:36         |
| 5. | «Please Mr. Please»            | Брюс Уэлч, Джон Ростилл       | 3:22         |
| 6. | «If You Love Me (Let Me Know)» | Джон Ростилл                  | 3:12         |

## Позиции в хит-парадах
| Хит-парад (1975)                   | Высшая позиция |
| ---------------------------------- | -------------- |
| Австралия (Kent Music Report)      | 13             |
| Великобритания (UK Albums Chart)   | 37             |
| Канада (RPM Top Albums/CDs)        | 3              |
| США (Billboard 200)                | 1              |
| США (Billboard Top Country Albums) | 1              |
| Япония (Oricon)                    | 4              |

| Хит-парад (1975)                   | Позиция |
| ---------------------------------- | ------- |
| Канада (RPM Top Albums/CDs)        | 18      |
| США (Billboard 200)                | 13      |
| США (Billboard Top Country Albums) | 4       |

## Сертификации и продажи
| Регион                                                      | Сертификация  | Продажи  |
| ----------------------------------------------------------- | ------------- | -------- |
| Канада (Music Canada)                                       | 2× Платиновый | 200 000^ |
| Япония                                                      | —             | 169 380  |
| США (RIAA)                                                  | Золотой       | 500 000^ |
| ^ Данные о тиражах приведены только на основе сертификации. |               |          |